# Degel

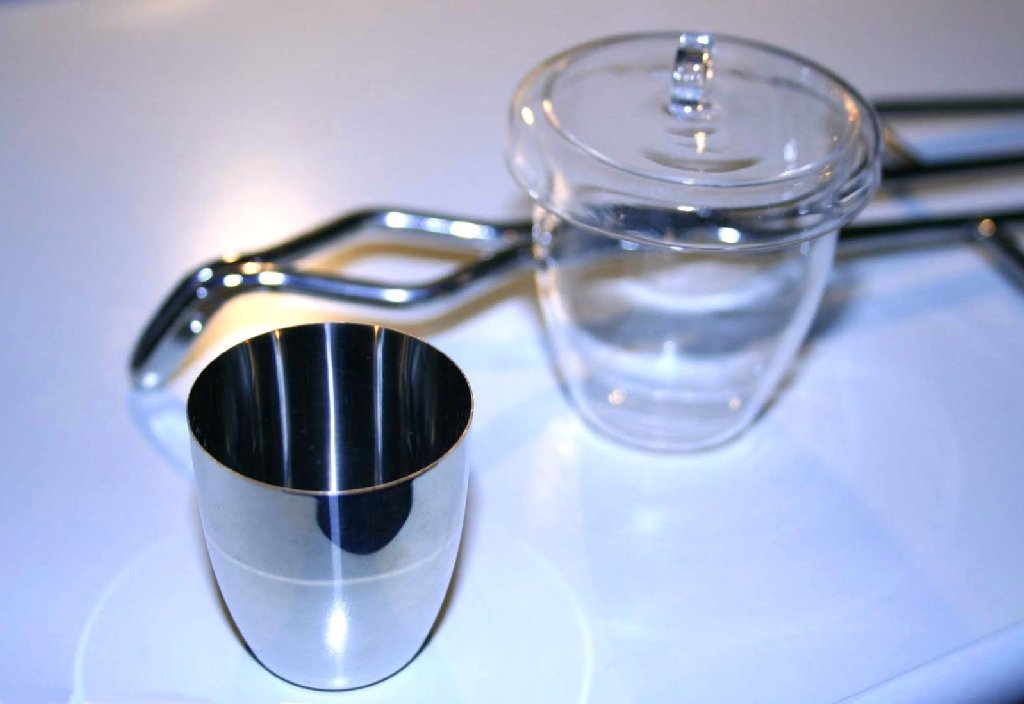
Deglar av platina och av kvartsglas. Bakom deglarna syns en degeltång, som används för att hantera degeln.

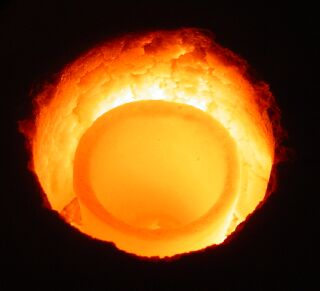
Degel i en ugn

En degel är en eldfast behållare som bland annat används inom kemi och metallhantering. Den är tillverkad av till exempel järn eller speciellt porslin. Den används för att smälta eller transportera ämnen vid hög temperatur, till exempel vid kemiska försök eller vid gjutning av metaller.
Deglar som ska tåla höga temperaturer, till exempel smälta metaller, tillverkas av en blandning av grafit, kiselkarbid, eldfast lera och chamotte.
Ordet degel kan användas med många olika förled som specificerar material eller användning, till exempel porslinsdegel, gjutdegel, guldsmedsdegel eller grafitdegel.